# システナ
株式会社システナは、日本のIT関連企業。携帯電話向けソフト開発・技術支援が主力である。

## 沿革

### 旧システムプロ
- 1983年 ヘンミエンジニアリング株式会社を設立。
- 1984年 株式会社システムプロに社名変更。
- 2002年 大阪証券取引所ヘラクレス市場に上場。
- 2004年 東京証券取引所2部に上場。
- 2005年 同証券取引所1部に指定替え。
- 2009年 ジークレストの所有全株式をサイバーエージェントに売却。

### 旧カテナ
- 1968年 神奈川県川崎市に株式会社カテナビジネスサービスを設立
- 1985年 カテナ株式会社に商号変更
- 1986年 日本証券業協会に店頭登録（現JASDAQ）
- 1988年 東京都江東区に新本社ビル完成、本社移転
- 1991年 東京証券取引所市場第二部に上場
- 1994年 日本ソフトウエア開発株式会社、株式会社ソフトウィング及びリソースシェアリング株式会社を吸収合併
- 1996年 東京証券取引所の信用銘柄に選定

### システナ
- 2010年4月1日 システムプロがカテナを吸収合併し、シスプロカテナ株式会社に社名変更。
- 2010年7月1日 株式会社システナに社名変更、同時に本社を東京都港区海岸1丁目へ移転。

## 提供番組
- めざましテレビ（フジテレビ2015年4月から2015年9月まで）
- YOUは何しに日本へ?（テレビ東京）